# Día (mitología)
Día (Δία, Dia) es un personaje de la mitología griega.

## Genealogía
Día era hija de Deyoneo o Eyoneo, nieta de Magnes o Magnete y madre de Pirítoo según Apolodoro. Día estaba casada con Ixión, hermano de Corónide (la madre, por Apolo, de Asclepio) e hijo de Flegias.

## Mito
Ixión era un hombre brutal y sanguinario, que tendió una celada a su suegro Deyoneo, haciéndole caer en una trampa sobre carbones encendidos, con lo que murió quemado vivo. Según narra Diodoro, Ixión se había negado a entregar a su suegro los obsequios acordados por su matrimonio con Día, por lo que Deyoneo había tomado como prenda las yeguas de Ixión. Esto provocó el enojo de Ixión, quien convocó a su suegro para entregarle lo prometido haciéndole caer en la trampa descrita.
Dependiendo de las fuentes, el castigo para Ixión es la rabia o la locura, no obteniendo misericordia de nadie, ya que sería el primero en haber dado muerte a un pariente, según Píndaro y Esquilo, si bien este dato es controvertido si tenemos en cuenta que con anterioridad a este mito estarían los crímenes de las Danaides, de Tántalo o de Etolo.
Finalmente, Zeus sí se apiadó de él y lo purificó, pero él se mostró desagradecido intentando tener relaciones con Hera; Zeus lo engañó dándole a una nube la forma de Hera y con esta nube engendró Ixión un hijo. Este hijo se unirá a las yeguas del monte Pelión y engendrará a los centauros.